# Lewis Wilson
Lewis Gilbert Wilson (New York, 28 gennaio 1920 – San Francisco, 9 agosto 2000) è stato un attore statunitense, noto per essere stato il primo attore ad impersonare Batman.

## Biografia
Apparve in 13 pellicole tra cinema e televisione. Era il padre del produttore cinematografico Michael G. Wilson, noto per avere prodotto alcuni film di James Bond.

## Filmografia
- Batman (Batman), regia di Lambert Hillyer (1943)
- Redhead from Manhattan, regia di Lew Landers (1943)
- Good Luck, Mr. Yates, (1943)
- First Comes Courage, regia di Dorothy Arzner (1943)
- My Kingdom for a Cook, (1943)
- There's Something About a Soldier, (1943)
- Klondike Kate, (1943)
- The Racket Man, regia di D. Ross Lederman (1944)
- Sailor's Holiday, regia di Fred C. Newmeyer (1944)
- Once Upon a Time, regia di Alexander Hall (1944)
- Wild Woman, (1951)
- Craig Kennedy, Criminologist, (1952)
- Anatomia di un delitto (Naked Alibi), regia di Jerry Hopper (1954)